# NGC 198
NGC 198은 물고기자리에 위치한 나선 은하이다. 1790년 12월 25일, 윌리엄 허셜에 의해 발견되었다.

## 같이 보기
- 나선은하
- NGC 1 ~ 999 목록
- 물고기자리